# Конгоански франк
Вижте пояснителната страница за други значения на франк.
Конгоанският франк (на френски: franc congolais) е валутата на Демократична република Конго. Дели се на 100 сантима.

## Монети
Няма монети.

## Банкноти
Емитират се банкноти от 1, 5, 10, 20, 50 сантима, 1, 5, 10, 20, 50, 100, 200, 500, 1000, 5000, 10000, 20000 франка.